# Longtown (Misuri)
Longtown es un pueblo ubicado en el condado de Perry en el estado estadounidense de Misuri. En el Censo de 2010 tenía una población de 102 habitantes y una densidad poblacional de 315,06 personas por km².

## Geografía
Longtown se encuentra ubicado en las coordenadas 37°40′13″N 89°46′27″O / 37.67028, -89.77417. Según la Oficina del Censo de los Estados Unidos, Longtown tiene una superficie total de 0.32 km², de la cual 0.32 km² corresponden a tierra firme y (0%) 0 km² es agua.

## Demografía
Según el censo de 2010, había 102 personas residiendo en Longtown. La densidad de población era de 315,06 hab./km². De los 102 habitantes, Longtown estaba compuesto por el 99.02% blancos, el 0% eran afroamericanos, el 0% eran amerindios, el 0% eran asiáticos, el 0% eran isleños del Pacífico, el 0.98% eran de otras razas y el 0% pertenecían a dos o más razas. Del total de la población el 1.96% eran hispanos o latinos de cualquier raza.